# Тудевійн Уйтумен
Тудевійн Уйтумен (також поширений варіант Тудев Уйтумен, монг. Түдэвийн Үйтүмэн; нар. 27 серпня 1939, Алтай) — монгольський шахіст. Перший у Монголії міжнародний майстер з шахів (1965). Багаторазовий чемпіон Монголії. Учасник міжзонального турніру в Пальма-де-Мальорка (1970). Семиразовий учасник шахових олімпіад у складі збірної Монголії. На олімпіаді-1964 показав найкращий результат на 2-ій шахівниці (79,4%; +11 =5 -1).

## Кар'єра
Національний майстер з 1963 року. 1969 року закінчив Монгольський державний університет (монг. Монгол Улсын Их Сургууль) в Улан-Баторі за фахом інженер-економіст.
У 1969 році переміг у зональному турнірі західної Азії й вийшов до міжзонального турніру в Пальма-де-Мальорка (1970). Там він поділив 20-22-е місця серед 24 учасників, але виграв партії, зокрема у відомих гросмейстерів Семюела Решевського (США) та Мілана Матуловича (Югославія).
Найкращі місця на міжнародних турнірах:
- 1965 — 3-4-е місця (Улан-Батор)
- 1972 — 3-є (Улан-Батор)
- 1983 — 2-е місце (Улан-Батор)

У міжнародному турнірі за листуванням до 100-річчя від дня народження Володимира Леніна, що відбувся в 1970—1973 роках, поділив 9-12 місця серед 16 учасників.
У 2010 році в Улан-Баторі вийшла книга про шахіста: «Түмэнд үл мартагдах Түдэвийн Үйтүмэн».